# Marion Tietz
Marion Tietz, född 17 november 1952, i Berlin, är en före detta östtysk handbollsspelare.
Tietz spelade för TSC Berlin. Med klubben blev hon mästare i Östtyskland fyra gånger: 1974, 1977, 1978 och 1980.
Med Östtysklands landslag vann Tietz OS-silver 1976 i Montréal och OS-brons 1980 i Moskva.
1975 och 1978 blev hon världsmästare med Östtyskland. Hon var även med i truppen vid VM 1973 och 1982. 1976 och 1979 tilldelades hon Fäderneslandets förtjänstorden i brons. På 188 landskamper gjorde hon 345 mål.